# Za vsjo zaplatjeno
Za vsjo zaplatjeno (russisk: За всё заплачено) er en sovjetisk miniserie fra 1988 af Aleksej Saltykov.

## Medvirkende
- Vladimir Litvinov – Semjonov
- Aleksandr Barinov
- Olegar Fedoro – Maradona
- Vladimir Nosik – Dusja
- Irina Senotova – Lilja